# Eckhard Martens
Eckhard Martens (ur. 12 czerwca 1951 w Bützow) – niemiecki wioślarz reprezentujący NRD, srebrny medalista olimpijski i mistrz świata.

## Kariera
Wystąpił na igrzyskach olimpijskich w Monachium w 1972, gdzie osada NRD w składzie: Dietrich Zander, Reinhard Gust, Eckhard Martens, Rolf Jobst i Klaus-Dieter Ludwig (sternik) zdobyła srebrny medal w czwórkach ze sternikiem. W finale o 1,45 sekundy przegrali z osadą RFN, a o 2,34 sekundy wyprzedzili osadę Czechosłowacji. Był to jego jedyny start olimpijski.
Na rozgrywanych dwa lata wcześniej mistrzostwach świata w St. Catharines Ernst Otto Borchmann, Rolf Jobst, Dietrich Zander, Reinhard Gust, Eckhard Martens, Bernd Ahrendt, Klaus-Peter Foppke, Hans-Joachim Puls i Reinhard Zahn (sternik).
Ponadto zdobył srebrne medale: w czwórkach ze sternikiem na mistrzostwach Europy w Moskwie (1973) i ósemkach na mistrzostwach Europy w Kopenhadze (1971).
Ukończył studia na kierunku ekonomii, następnie pracował w klubie Dynamo Berlin.